# Metalaxyl
Metalaxyl (ISO-naam) is een fungicide; het wordt onder andere gebruikt bij de teelt van aardappelen, druivelaars, groenten en sla, sierplanten en voor de behandeling van zaaizaad van maïs en erwten.
Metalaxyl is een fenylaminederivaat en een alanine-ester. Metalaxyl is een racemisch 1-op-1-mengsel van de R- en S-enantiomere vormen. R-metalaxyl is de meest effectieve van de twee en wordt aangeduid als metalaxyl-M of mefenoxam in de Verenigde Staten. Indien enantiomeer-zuiver metalaxyl-M gebruikt wordt is er maar half zoveel product nodig om hetzelfde effect te verkrijgen. Moderne producten bevatten vrijwel steeds metalaxyl-M, gewoonlijk in combinatie met een of meerdere andere fungiciden zoals fluazinam of mancozeb.
Metalaxyl werd in 1979 op de markt gebracht door Ciba-Geigy (later Novartis en Syngenta). Het werd een van de meest gebruikte fungiciden in een grote verscheidenheid van teelten. Ridomil en Subdue zijn merknamen van Ciba-Geigy/Syngenta. In 1996 werd de enantiomeer-zuivere metalaxyl-M geïntroduceerd. De octrooibescherming is inmiddels voorbij en er zijn nu ook generieke producten op de markt met metalaxyl of metalaxyl-M.

## Regelgeving
Zowel metalaxyl als metalaxyl-M zijn aanvaard door de Europese Commissie.

## Toxicologie en veiligheid
Metalaxyl is weinig toxisch voor zoogdieren. De stof kan de huid gevoelig maken (sensibiliseren). Ze is niet carcinogeen. Metalaxyl en haar afbraakproducten kunnen het grondwater verontreinigen en in kwetsbare gebieden moeten maatregelen genomen worden om het risico op grondwaterverontreiniging te beperken.